# Fußball-Weltmeisterschaft 1934/Ägypten
Dieser Artikel behandelt die ägyptische Nationalmannschaft bei der Fußball-Weltmeisterschaft 1934.

## Qualifikation
Zur Qualifikation für die Endrunde der Weltmeisterschaft musste sich das ägyptische Team nur gegen die Mannschaft Palästinas durchsetzen, nachdem die Türkei auf eine ursprünglich geplante Teilnahme verzichtet hatte.
Das Hinspiel am 16. März 1934 in Kairo endete mit einem klaren 7:1-Sieg der Ägypter, die sich auch einen knappen Monat später, am 6. April 1934 in Jerusalem, mit einem Ergebnis von 4:1 deutlich überlegen zeigten. Damit stand die ägyptische Mannschaft als Sieger der Qualifikationsgruppe 12 und damit als einziger Vertreter Afrikas und Asiens fest.

## Endrunde
In der ersten Spielrunde, dem Achtelfinale, traf die lediglich mit Außenseiterchancen angereiste Mannschaft von Trainer James McCray am 27. Mai 1934 im Stadio Giorgio Ascarelli von Neapel auf das ungarische Team. Neben Torwart Mustafa Kamel Mansour und den drei Abwehrspielern Ali Mohammed El-Said El Kaf, Abdelhamid Hamidu Sharli und Ismail Rafaat trat mit Hassen Ahmet El-Far, Mohammed Hassan Helmy, Mostafa Kamel Taha, Mohammed Latif und Hassan Raghab ein breites Mittelfeld an; im Sturm spielten Mahmoud Moktar El-Tetch und Abdelrahman Fawzi.
In der vor 10.000 Zuschauern ausgetragenen Begegnung gingen die Ungarn in der ersten Halbzeit durch Treffer von Pál Teleki und Géza Toldi in der 9. und 25. Minute zunächst mit 2:0 in Führung, bevor Abdel-Rahman Fawzi in der 27. Minute den Anschlusstreffer erzielen konnte. Zwei weitere ungarische Treffer durch Jenö Vincze in der 54. und erneut durch Toldi in der 61. Minute führten jedoch zu Beginn der zweiten Halbzeit bereits für die Vorentscheidung, so dass der erneute Anschlusstreffer in der 67. Minute durch Fawzi das Spiel nicht mehr wenden konnte. Das erste Weltmeisterschafts-Endrundenspiel der ägyptischen Auswahl endete so mit einer 2:4-Niederlage; trotz einer respektablen Vorstellung schied das Team aus dem Turnier aus.
Das offizielle Aufgebot Ägyptens ist in der folgenden Tabelle zu finden; nach dem Namen des betreffenden Spielers ist jeweils die Zahl seiner Einsätze und der von ihm erzielten Tore bezogen auf die Endrunde 1934 angegeben, Fettdruck hebt gegebenenfalls den Rufnamen des Spielers hervor:

## Aufgebot
| Name                        | Verein            | Geburtstag    | Spiele   | aTorea   | Platzverw. |
| Torhüter                    | Torhüter          | Torhüter      | Torhüter | Torhüter | Torhüter   |
| --------------------------- | ----------------- | ------------- | -------- | -------- | ---------- |
| Aziz Fahmy                  | al Ahly SC        |               | 0        | 0        |            |
| Mustafa Mansour             | al Ahly SC        | 2. Aug. 1914  | 1        | 0        |            |
| Abwehr                      |                   |               |          |          |            |
| Abdelhamid Abdou            | El-Olympi         |               | 0        | 0        |            |
| Ali El-Kaf                  | Zamalek SC        | 10. Apr. 1908 | 1        | 0        |            |
| Yacout El-Soury             | Al-Ittihad        |               | 0        | 0        |            |
| Ibrahim Abdel Hamidu Sharli | El-Olympi         |               | 1        | 0        |            |
| Mittelfeld                  |                   |               |          |          |            |
| Mohammed Bakhati            | Zamalek SC        |               | 0        | 0        |            |
| Hassan El-Far               | Zamalek SC        |               | 1        | 0        |            |
| Ahmed Halim Ibrahim         | Zamalek SC        |               | 0        | 0        |            |
| Hafez Kasseb                | Al-Ittihad        |               | 0        | 0        |            |
| Ismail Rafaat               | Zamalek SC        |               | 1        | 0        |            |
| Hassan Raghab               | Al-Ittihad        |               | 1        | 0        |            |
| Ali Shafi                   | Zamalek SC        |               | 0        | 0        |            |
| Angriff                     |                   |               |          |          |            |
| Wagih El-Kashef             | al Ahly SC        | 5. Feb. 1909  | 0        | 0        |            |
| Mahmoud El-Nigero           | Ittihad Al Shorta |               | 0        | 0        |            |
| Mahmoud Mokhtar El-Tetsh    | al Ahly SC        |               | 1        | 0        |            |
| Abdulrahman Fawzi           | al-Masry          | 11. Aug. 1909 | 1        | 2        |            |
| Mohammed Hassan             | al-Masry          | 13. Feb. 1912 | 1        | 0        |            |
| Mohamed Latif               | Zamalek SC        | 23. Okt. 1909 | 1        | 0        |            |
| Labib Mahmoud               | al Ahly SC        | 25. Aug. 1907 | 0        | 0        |            |
| Kamel Mosaoud               | al Ahly SC        |               | 0        | 0        |            |
| Mostafa Taha                | Zamalek SC        | 23. März 1910 | 1        | 0        |            |
| Trainer                     |                   |               |          |          |            |
| James McCrae                |                   | 2. Sep. 1894  |          |          |            |